# Дзевоньский, Януш
Януш Дзевоньский (пол. Janusz Dziewoński; 1890, Могилёв, Российская империя — 6 декабря 1953, Варшава, Польша) — польский актёр театра и кино, театральный режиссëр. Творческий псевдоним — Повальский.
Отец польского актёра и режиссёра Эдварда Дзевоньского.

## Биография
Родился в Могилёве 12 августа 1890 года.
В 1908—1911 годах изучал право в Московском университете. В студенческие годы играл на сцене академического театра «Лютня». После окончания Первой мировой войны переехал в Польшу. Стал актёром передвижных театров, сотрудничал с Стефаном Ярачем.
До начала Второй мировой войны выступал в ряде польских театров; в театральном сезоне 1930—1931 годов руководил столичным Театром Атенеум.
В 1939—1941 годах был актёром Польского театра в Вильнюсе. В 1942 году был арестован и помещён в тюрьму «Павяк», откуда попал в концлагерь Майданек, а затем — Освенцим-Биркенау.
После освобождения жил и работал в Варшаве, выступая как актёр и режиссёр в столичных Драматическом, Повшехном театрах и театре Атенеум.

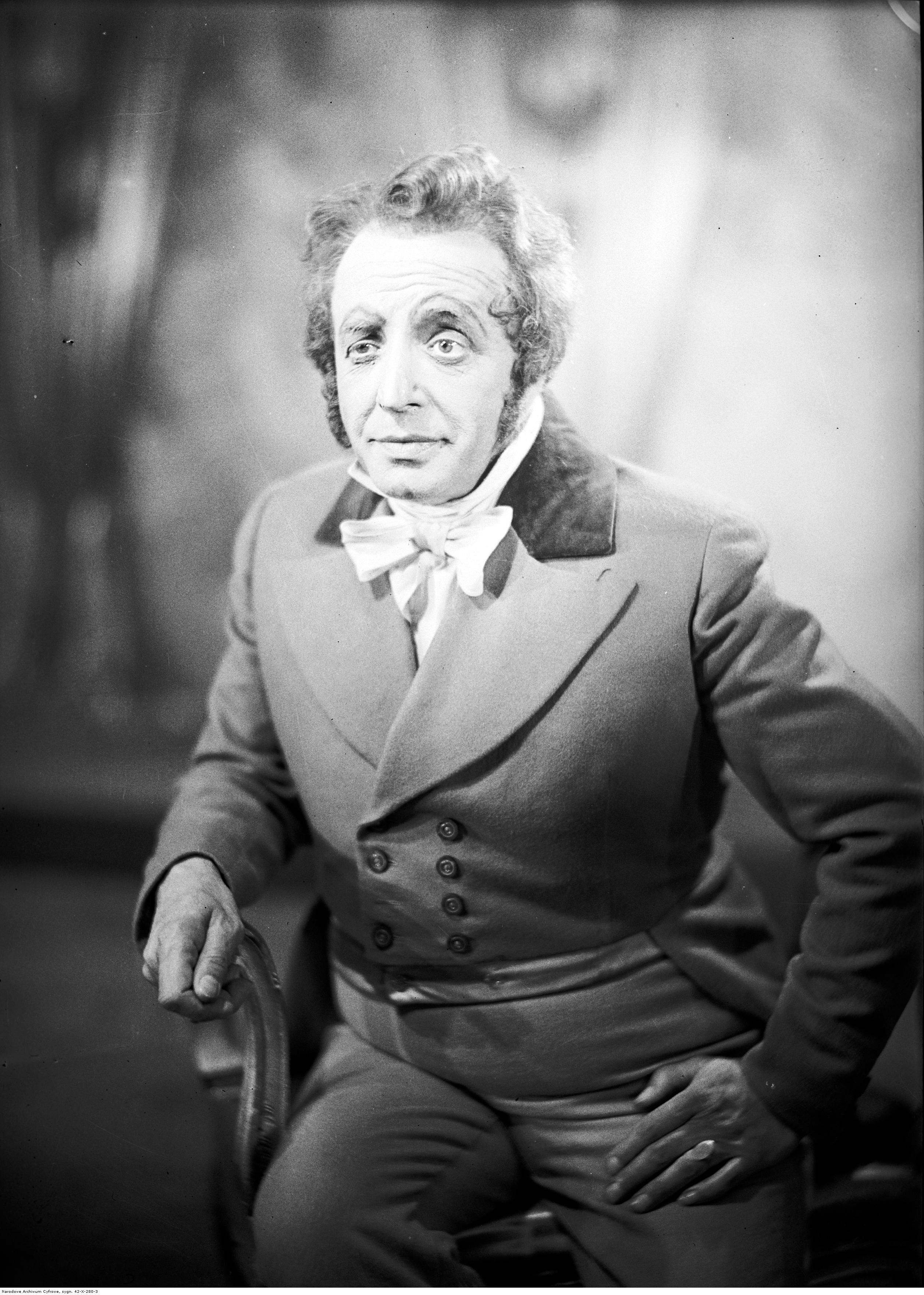
Януш Дзевоньский в 1950 году

Умер 6 декабря 1953 года в Варшаве.

## Избранная фильмография
С 1928 снимался в кино.
- 1928 — Ураган / Huragan
- 1928 — Канун весны — ксендз Анастазий,
- 1929 — Над снегами / Ponad śnieg — адвокат Миановский,
- 1929 — Первая любовь Костюшко / Pierwsza miłość Kościuszki,
- 1932 — Голос пустыни / Głos pustyni — чиновник